# Wyprzedzenie sworznia zwrotnicy

Wyprzedzenie sworznia zwrotnicy

Wyprzedzenie sworznia zwrotnicy – kąt pomiędzy osią sworznia zwrotnicy a pionem, mierzony w stopniach w rzucie na płaszczyznę podłużnego obrysu samochodu przy największym dopuszczalnym obciążeniu samochodu i zalecanym ciśnieniu powietrza w oponach. Wyprzedzenie sworznia zwrotnicy powoduje powstanie momentu stabilizacyjnego od reakcji bocznych podłoża, co przyczynia się do stabilizacji kół kierowanych zwłaszcza przy dużych prędkościach i dużym promieniu skrętu. Przy takim ustawieniu sworznia zwrotnicy (jak na rysunku – jazda w zaznaczonym kierunku), punkt przebicia jego osi z jezdnią leży przed punktem styku koła z jezdnią i podczas jazdy sworzeń, tak jakby wlecze koło za sobą, dzięki czemu nawet w wypadku chwilowego odchylenia dąży ono do ustawienia się do jazdy na wprost. Ułatwia to wyprowadzenie samochodu z zakrętu oraz zabezpiecza przed skręcaniem kół w bok przy przejeżdżaniu przez nierówności drogi. Wielkość momentu stabilizacyjnego zależy od długości odcinka wyprzedzenia sworznia zwrotnicy, to jest od odległości, o jaką punkt przecięcia osi sworznia z jezdnią znajduje się od punktu styku opony z jezdnią. Wartość ta jest podawana w milimetrach.
Duże dodatnie kąty wyprzedzenia stosuje się w bardzo szybkich samochodach sportowych, w celu zwiększenia stateczności jazdy z dużymi prędkościami, a także w dużych motocyklach przeznaczonych do jazdy głównie po autostradach. Mniejsze wartości dotyczą samochodów osobowych. W przypadku motocykli (a także rowerów), duże wyprzedzenia sworznia zwrotnicy powoduje trudności w skręcaniu przy małych promieniach łuków (wymagana jest większa siła przyłożona do kierownicy przez motocyklistę), jednak "na trasie" motocykl zachowuje się stabilnie (praktycznie jedzie sam na wprost bez trzymania kierownicy).
Przykłady skutków błędnego ustawienia wyprzedzenia sworznia zwrotnicy:
- wyprzedzenie sworznia zwrotnicy zbyt duże w kierunku jazdy (dodatnie): wysokie siły kierowania i utrzymywania kierunku;
- wyprzedzenie sworznia zwrotnicy zbyt duże w kierunku przeciwnym (ujemne): niezadowalające powracanie w położenie do jazdy na wprost, wrażliwość na wady opon, skłonność do ściągania, zwiększona wrażliwość na wiatr boczny;
- różne wartości pochylenia sworznia zwrotnicy po lewej i prawej stronie: skłonność do ściągania w bok, zwłaszcza w połączeniu z odpowiednimi reakcjami nawierzchni.